# Петроглифы Усек
Петроглифы Усек – Малый Койтас – это святилище с петроглифами, которое расположено на южном склоне хребта Токсанбай системы гор Джунгарского Алатау. Святилище было обнаружено в 1956 году Л. К. Нифонтовой, обследовалось 1982 году археологической экспедицией Казахского педагогического института имени Абая. В 2006 году Алматинская разведочная экспедиция Института Археологии имени А. Х. Маргулана провела исследовательские работы со святилищем и петроглифами.
Петроглифы датируются начальным этапом сакского периода (VII—VI вв. до н.э).

## Местоположение
Республика Казахстан, Жетысуская область, Панфиловский район (Жетысуская область), 19 км. к северу от села Талды, в 400 метрах от слияния рек Малый Койтас и Усек Усек (приток Или). Наскальные изображения в долине реки Усек охраняются государством.

## Описание[4]
Петроглифы Усек расположены на крупных валунах на склоне сопки. Около 100 рисунков нанесенные техникой крупной и мелкой точечной силуэтной выбивки рассредоточены на каменных плитах, которые покрыты патиной темно-коричневого и темного-серого цветов. Петроглифы относятся к эпохе раннего железного века, также присутствуют рисунки животных, которые были нанесены в этнографическое время. На рисунках изображены животные, сцены охоты, фигура лучника (единственная), сцены преследования хищными зверями стад из козлов, архаров и оленей. Петроглифы практически не пострадали в отличие от святилища Усек. Недалеко от входа в ущелье Усек, где находится святилище, петроглифы выполнены масляной краской. Могильник усуньского времени Усек-II устроен  на широкой площадке морены, и рисунки над ним дают основание предполагать, что их часть создавалась для погребально-поминального комплекса.
Близкие аналогии изображениям Усека  имеются  в восточном  Жетысу  на памятниках Ешкиольмес  недалеко от Талдыкоргана и Басбатыр к юго-западу от современного аула Таргап, а также на скалах се-верного побережья озера Иссык-куль, в  частности,  на  памятнике Орнек. Петроглифы находятся у участка, удобного для отдыха на древнем пути, являются уникальным ландшафтным памятником.